# Battaglia di Caporetto (pianificazione e preparazione)

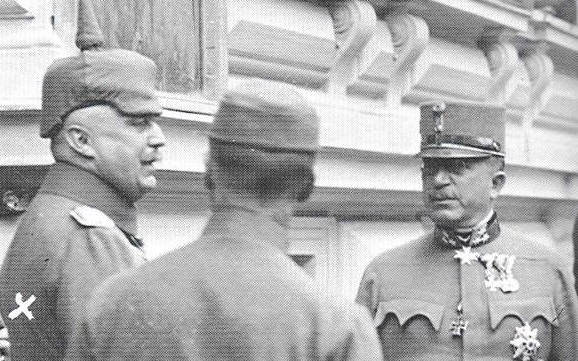
Il generale tedesco Erich Ludendorff e il capo di stato maggiore austro-ungarico Arthur Arz von Straussenburg a colloquio nel 1917.

La grande offensiva austro-tedesca dell'ottobre 1917 durante la prima guerra mondiale sfociata nella battaglia di Caporetto venne preceduta da molte settimane di accurata pianificazione da parte degli stati maggiori e da complesse procedure di rafforzamento e riorganizzazione delle forze assegnate al teatro d'operazioni. Contemporaneamente all'interno degli alti comandi dell'esercito italiano si verificarono numerosi contrasti tra i generali riguardo alla pianificazione strategica e alle decisioni tattiche che favorirono la riuscita dell'offensiva austro-tedesca.

## Decisioni dei comandi tedeschi e austro-ungarici
Dopo la fine della aspra e sanguinosa Undicesima battaglia dell'Isonzo, la situazione delle forze austro-ungariche sul fronte italiano era diventata veramente critica; nonostante l'ostinata ed abile resistenza, le truppe al comando del generale Svetozar Borojević avevano subito forti perdite a causa degli ostinati attacchi dell'esercito italiano e avevano rischiato di subire una sconfitta strategica decisiva. Nella fase più critica della battaglia, il comando austro-ungarico aveva preso in considerazione l'eventualità di una ritirata strategica oltre il vallone di Chiapovano, abbandonando l'intero altopiano della Bainsizza, con la conseguenza di rendere precario l'intero schieramento sull'Isonzo a copertura di Trieste e Lubiana.
Solo grazie alla capacità e alla determinazione dei comandi e delle truppe austro-ungariche, al logoramento dei reparti italiani ed alle loro serie difficoltà logistiche, alla fine di agosto 1917 l'offensiva italiana era stata fermata senza cedere la cresta orientale dell'altopiano della Bainsizza, senza ripiegare sul vallone di Chiapovano e mantenendo il possesso dell'importante testa di ponte di Tolmino e del monte San Gabriele. Nel periodo tra maggio e settembre 1917 l'esercito italiano ebbe 400.000 soldati morti, feriti e dispersi, ma anche l'esercito austro-ungarico uscì fortemente indebolito dai violenti e prolungati scontri perdendo circa 230.000-240.000 soldati.
Ancor prima della fine dell'Undicesima battaglia dell'Isonzo, l'alto comando austriaco si era fortemente preoccupato per la situazione sul fronte giulio di cui si temeva un cedimento strategico in caso di nuove offensive italiane; alcuni alti ufficiali ritennero che non fosse più possibile rimanere sulla difensiva e che fosse invece indispensabile sferrare un'offensiva per guadagnare terreno ed anticipare nuove minacce del nemico. A causa della debolezza dell'esercito austro-ungarico si considerò indispensabile per assicurare il successo di una simile offensiva il concorso di truppe e artiglieria dell'alleata Germania e fin dall'inizio di agosto il generale August von Cramon, ufficiale di collegamento tedesco tra il Gran Quartier Generale austro-ungarico (Armeeoberkommando) e quello tedesco a Bad Kreuznach (Oberste Heeresleitung), propose per la prima volta ai generali alleati i piani di attacco contro l'Italia con l'apporto di rinforzi dell'esercito tedesco.

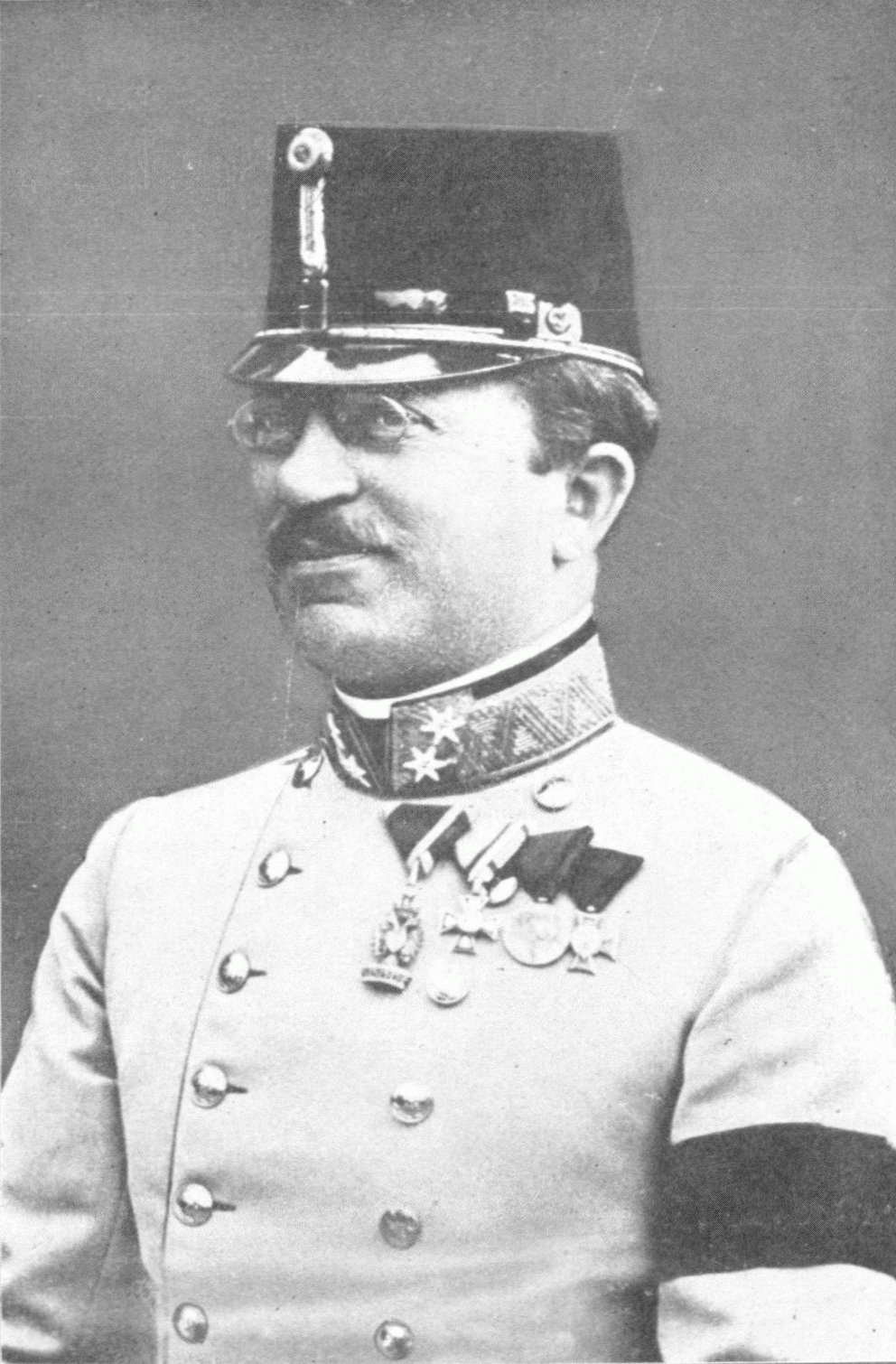
Il generale Arthur Arz von Straussenburg.

Nell'Alto Comando Tedesco di Bad Kreuznach in un primo tempo si accolse con scetticismo queste proposte; in particolare il generale Erich Ludendorff, principale responsabile della condotta strategica della guerra, manifestò una chiara contrarietà ad offensive sul fronte italiano da lui considerate di limitata utilità e contrastanti con i suoi grandiosi piani operativi. Il generale preferiva nettamente non disperdere le forze dell'esercito tedesco e organizzare un'ambiziosa offensiva in Moldavia da cui si attendeva il crollo della Romania ed un ulteriore indebolimento della Russia, già minata dalla situazione rivoluzionaria interna. Il generale Ludendorff riteneva in questo modo di poter recuperare molte divisioni impegnate sul fronte orientale per sferrare nella primavera 1918 un'offensiva decisiva sul fronte occidentale. Il suo principale collaboratore, il colonnello Georg Wetzell, capo dell'ufficio operazione, considerava invece con favore il concorso di reparti tedeschi in un'offensiva sul fronte italiano; un crollo dell'Italia avrebbe rafforzato la situazione globale degli Imperi Centrali e costretto gli anglo-francesi ad inviare molte forze per organizzare un nuovo fronte sud-occidentale.
I generali austriaci avevano elaborato una serie di piani operativi per l'eventuale offensiva sul fronte italiano. Il feldmaresciallo Franz Conrad von Hötzendorf, ex capo di stato maggiore generale dell'esercito austro-ungarico, aveva proposto un grande progetto strategico che prevedeva una doppia offensiva dal Trentino e dal fronte giulio con 42 divisioni; per portare a termine questo piano, che avrebbe potuto provocare l'uscita dell'Italia dalla guerra, sarebbe stato necessario il concorso di almeno 12 divisioni tedesche. Questo ambizioso progetto venne però criticato da altri generali austriaci; le forze disponibili non sembravano sufficienti, l'Italia sarebbe in ogni caso rimasta in guerra con il sostegno degli alleati occidentali; inoltre si prevedeva che i tedeschi si sarebbero opposti e avrebbero rifiutato un concorso di truppe così ingente. Il generale Borojevic invece propose un piano più limitato con un attacco concentrato sull'alto Isonzo, per sfruttare l'importante testa di ponte di Tolmino, a ovest del fiume, minacciare le retrovie del nemico sul basso Isonzo e costringerlo a ripiegare sulla linea di confine.
Il 26 agosto il generale Arthur Arz von Straussenburg, capo di stato maggiore generale austro-ungarico, presentò questo piano all'imperatore Carlo ottenendo la sua approvazione e il 29 agosto 1917 il generale Johann Freiherr von Waldstätten, primo aiutante di campo del generale Arz, si recò al quartier generale tedesco di Bad Kreuznach per illustrare il progetto e richiedere formalmente l'aiuto dell'alleato. L'inviato austriaco illustrò la precaria situazione sul fronte italiano e descrisse in termini ottimistici le possibilità di un'offensiva limitata a partire dalla testa di ponte di Tolmino verso Cividale del Friuli per aggirare da nord le posizioni nemiche sul basso Isonzo; lo stato maggiore austro-ungarico riteneva che sarebbero state necessarie per questa offensiva 13 divisioni di cui otto divisioni con artiglieria pesante sarebbero state fornite dalla Germania. Il generale Ludendorff si mostrò subito decisamente contrario a questo piano; egli riteneva dubbio che un attacco in un settore così ristretto avrebbe potuto avere successo e considerava molto rischioso dirottare divisioni tedesche sul fronte italiano mentre nelle Fiandre continuavano gli ostinati attacchi britannici. Il generale, invece, rimaneva favorevole ad organizzare una nuova offensiva sul fronte orientale per conquistare la Moldavia. Il feldmaresciallo Paul von Hindenburg, capo di stato maggiore generale, si dimostrò meno ostile alle proposte presentate dal generale von Waldstätten; egli per il momento decise di inviare un alto ufficiale qualificato sul posto per una valutazione diretta della situazione prima di prendere una decisione.
Tra il 2 e il 6 settembre 1917 il generale Konrad Krafft von Dellmensingen, capo di stato maggiore di un gruppo d'armate sul fronte occidentale ed esperto di guerra di montagna, essendo stato al comando in precedenza dell'Alpenkorps tedesco, si recò sul fronte italiano ed esaminò accuratamente le posizioni e le caratteristiche geofisiche del terreno. Il generale ritenne corrette le valutazioni strategiche del generale von Waldstätten, ma descrisse nel suo rapporto finale le grandi difficoltà geofisiche dell'aspro territorio montuoso ed i grandi vantaggi tattici degli italiani. Egli concluse che un'offensiva nel settore di Tolmino presentava notevoli rischi ed era un'impresa "ai limiti del possibile", tuttavia egli aveva piena fiducia nelle maggiori capacità e nell'aggressività delle truppe tedesche che riteneva nettamente superiori ai soldati italiani ed in grado di vincere nonostante le difficoltà. Il generale quindi espresse parere favorevole al piano di attacco.
Nella conferenza decisiva al quartier generale tedesco, il generale Krafft von Dellmensingen presentò il suo rapporto definitivo che impressionò gli alti ufficiali; alla fine il generale Ludendorff, pur conservando alcuni dubbi, si convinse e diede la sua approvazione all'offensiva con le parole "Io penso che l'impresa sia molto difficile e molto rischiosa...ma, in nome di Dio, noi vogliamo farcela!". Egli tuttavia richiese l'immediata sospensione dell'attacco in caso di mancato sfondamento iniziale. Il feldmaresciallo von Hindenburg invece mostrò la sua consueta tranquilla sicurezza, approvando il piano d'attacco ed esprimendo la sua piena fiducia nel successo. Si diede quindi subito inizio ai preparativi per l'offensiva sull'alto Isonzo denominata in codice Waffentreu, "fedeltà d'armi", per sottolineare la stretta alleanza dei popoli germanici contro l'infido ex-alleato della Triplice Alleanza, das treulose Italien.

## L'alto comando italiano
Il generale Luigi Cadorna, capo di stato maggiore generale del Regio Esercito, aveva previsto inizialmente, in una direttiva diramata il 10 settembre 1917, di sferrare, nonostante il risultato deludente dell'Undicesima battaglia dell'Isonzo, un'ulteriore offensiva sull'altopiano carsico. Tuttavia, le notizie di movimenti di truppe nemiche, la segnalata presenza di reparti tedeschi dell'Alpenkorps in Trentino, le insufficienze di munizioni ed effettivi dell'esercito e soprattutto le notizie provenienti dal fronte orientale che facevano temere un crollo della Russia e quindi il disimpegno di ingenti forze degli Imperi Centrali, indussero il generale a mutare completamente le sue decisioni ed a divulgare una nuova direttiva il 18 settembre.

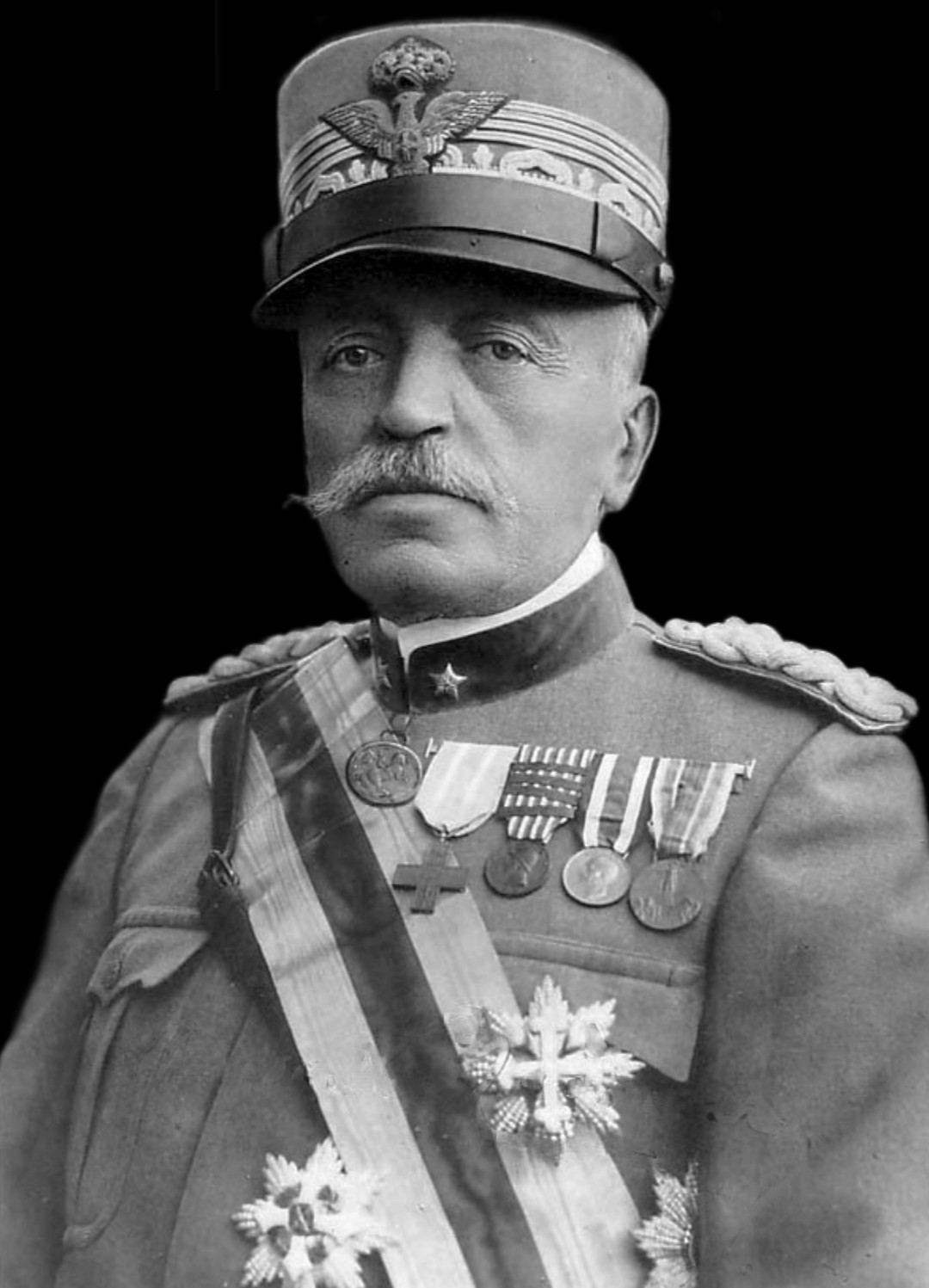
Il generale Luigi Cadorna, capo di stato maggiore generale del Regio Esercito.

In questo documento il generale Cadorna affermava di "ritenere probabile" che il nemico avrebbe sferrato "prossimamente un serio attacco"; egli quindi aveva deciso di abbandonare i nuovi progetti offensivi e di organizzare le forze per "la difesa ad oltranza" delle posizioni raggiunte. A questo scopo il generale richiedeva ai suoi subordinati di predisporre le adeguate misure difensive per respingere il temuto attacco. Nel documento non era precisato il periodo in cui era atteso l'attacco nemico e sembra che il generale Cadorna temesse soprattutto un'offensiva decisiva nella primavera 1918 anche se da alcune lettere e da comunicazioni inviate agli alleati egli prendeva in considerazione la possibilità di attacchi "già in questo scorcio di stagione operativa". Gli alleati occidentali accolsero negativamente queste decisioni dell'alto comando italiano e il generale britannico William Robertson, capo di stato maggiore Imperiale, il 24 settembre mostrò vivo disappunto in una lettera inviata al generale Cadorna in cui richiedeva anche la restituzione delle 16 batterie di artiglieria britannica inviate sul fronte italiano per scopi offensivi. Il comandante in capo italiano replicò seccamente il giorno dopo evidenziando la sua totale responsabilità, di fronte al Re e al Governo italiano, "nel giudicare della situazione su questo fronte".
La sorprendente direttiva del generale Cadorna del 18 settembre fu accolta con un certo scetticismo dal generale Luigi Capello, l'energico ed aggressivo comandante della 2ª Armata, protagonista dei successi della Undicesima battaglia dell'Isonzo e della conquista dell'altopiano della Bainsizza; egli, dotato di spiccata attitudine offensiva, riteneva che di fronte ad un eventuale attacco nemico fosse soprattutto opportuno organizzare forze adeguate per sferrare un immediato e potente contrattacco a partire dalla Bainsizza verso nord a Tolmino o verso sud a Gorizia. Il generale Capello durante la conferenza convocata il 19 settembre con i generali Luca Montuori, Enrico Caviglia e Pietro Badoglio, comandanti rispettivamente del II, XXIV e XXVII corpo d'armata, aveva illustrato le direttiva difensiva del generale Cadorna, ma aveva anche evidenziato la necessità di adottare un "concetto difensivo-controffensivo". Il 22 settembre il generale comunicava che, mentre si doveva dare inizio ai lavori difensivi previsti, non si doveva "perdere di vista la possibilità di un'offensiva".

Il generale Luigi Capello, comandante della 2ª Armata.

Il 5 ottobre il generale Cadorna lasciò il suo posto di comando di Udine per trasferirsi a Vicenza e controllare gli apprestamenti difensivi sul fronte trentino che egli riteneva particolarmente esposto ad eventuali attacchi nemici; era previsto che il comandante in capo rimanesse lontano da Udine per circa due settimane. Nel frattempo l'Ufficio Situazione del colonnello Calcagno e l'Ufficio Informazioni del maggiore Dupont stavano ricevendo una serie di informazioni contraddittorie sul nemico. Il 7 ottobre venne segnalata la presenza dell'Alpenkorps tedesco in Trentino; circolavano inoltre voci, ritenute poco attendibili, su due divisioni tedesche, la 12ª slesiana e la 26ª württemburghese, forse destinate a trasferirsi sul fronte italiano. In realtà i due uffici dello stato maggiore ritenevano probabile una prossima offensiva limitata austro-ungarica sul medio Isonzo con il concorso di poche formazioni germaniche; era invece escluso un attacco nel Trentino. Nei giorni seguenti il maggiore Dupont, attraverso le informazioni fornite da prigionieri e disertori, poté fornire nuovi apprezzamenti; il 10 ottobre egli riteneva che sul fronte dell'Isonzo fosse presente un quartier generale tedesco e che gli Imperi Centrali stessero raggruppando forze cospicue. Non era ancora chiaro se queste forze fossero destinate a sferrare una vera offensiva; il colonnello Calcagno riteneva più probabile che esse avessero un compito difensivo o al massimo controffensivo.
Il 9 ottobre il generale Capello aveva convocato a Cormons, i comandanti degli otto corpi della sua armata; in questa occasione il generale ammise che il nemico avrebbe probabilmente attaccato sul fronte della 2ª Armata, ma manifestò grande ottimismo esprimendosi in termini sarcastici sulla presunta efficienza delle truppe tedesche di cui era stata segnalata la presenza; egli sembrò sicuro del successo. Il generale Capello affermò che il IV e il XXVII corpo avrebbero potuto essere attaccati, ma confermò l'importanza di occupare saldamente l'altopiano della Bainsizza da dove il XXIV, II e VI corpo avrebbero potuto contrattaccare; l'artiglieria, schierata ancora in posizione avanzata, avrebbe concorso alla controffensiva. Il 10 ottobre il generale Capello dovette ricoverarsi in ospedale per una forma di nefrite e il comando venne assunto temporaneamente dal generale Luca Montuori.
Il 10 ottobre il generale Cadorna, dopo aver ricevuto due giorni prima le direttive operative del generale Capello, intervenne a sua volta con una comunicazione alla 2ª Armata in cui egli, pur "approvando in massima" queste direttive, metteva in evidenza alcuni punti. Egli richiedeva che la prima linea del fronte fosse difesa solo da forze limitate e che soprattutto il XXVII corpo d'armata del generale Badoglio trasferisse sulla riva destra dell'Isonzo il grosso delle sue truppe. Inoltre prescriveva che le artiglierie pesanti fossero ritirate dalle posizioni avanzate, dove erano esposte all'azione nemica; infine egli richiedeva che venisse preparata una "violentissima contropreparazione" dell'artiglieria da attivare contro le basi di partenza e le strutture di comando, durante il bombardamento iniziale dell'avversario. Queste disposizioni del generale Cadorna prevedevano una pianificazione strettamente difensiva e non coincidevano completamente con il pensiero strategico del generale Capello. Quest'ultimo mostrò, in apparenza, durante un incontro in ospedale l'11 ottobre con il generale Carlo Porro, di condividere il pensiero del generale, ma parlò ancora di "manovra controffensiva", richiedendo di mantenere sulla riva sinistra dell'Isonzo potenti artiglierie e il grosso del XXVII corpo.

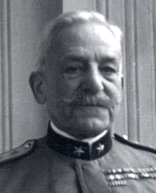
Il generale Luca Montuori che assunse più volte temporaneamente il comando della 2ª Armata a causa del precario stato di salute del generale Capello.

In un incontro del 15 ottobre con il colonnello Ugo Cavallero il generale Capello, rientrato al comando, continuò ad insistere sull'importanza di preparare una controffensiva per controbattere l'attacco nemico che egli prevedeva per la terza decade di ottobre; egli richiese anche rinforzi per costituire una massa di manovra e il 17 ottobre il quartier generale del VII corpo d'armata venne messo a disposizione dell'armata. Il 17 e 18 ottobre il generale Capello riunì nuovamente i comandanti dei suoi corpi d'armata; egli disse che in quella stagione "il nemico non può far nulla" e che i germanici non valevano più degli austro-ungarici, tuttavia ritenne che gli avversari avrebbero attaccato dalla testa di ponte di Tolmino e da Plezzo, contava tuttavia sul "potentissimo" schieramento d'artiglierie del XXVII corpo d'armata. Il 19 ottobre il generale Cadorna rientrò ad Udine ed ebbe subito un colloquio con il generale Capello durante il quale egli finalmente disse chiaramente che, a causa dell'insufficienza di complementi e di mezzi, dovevano essere abbandonati piani ambiziosi di controffensiva e concentrate invece tutte le risorse su una solida difesa ad oltranza; egli richiedeva al generale Capello di inviare ai corpi d'armata direttive precise in questo senso.
A partire dal 21 ottobre quindi i comandi italiani cercarono frettolosamente di rinforzare le linee difensive; si tentò di trasferire parte delle batterie dalle posizioni avanzate troppo esposte; una divisione di fanteria e tre battaglioni alpini vennero inviati al fronte minacciato; il generale Capello rientrò al suo comando e diramò una serie di disposizioni operative. Venne disposto che la difesa della valle dell'Isonzo fosse suddivisa tra il IV corpo d'armata sulla riva sinistra e il XXVII corpo d'armata sulla riva destra; venne deciso l'invio della brigata Napoli per rafforzare l'ala sinistra del XXVII corpo d'armata del generale Badoglio. Nella notte del 23 ottobre il generale Capello, in non buone condizioni di salute, tenne un'ultima conferenza con i suoi generali e precisò i compiti difensivi nella "dannata ipotesi" di uno sfondamento; egli illustrò anche i compiti delle riserve del VII corpo, assegnate per coprire la direttrice di Caporetto e lo sbocco della valle del Natisone; il generale espresse ancora una volta la sua piena fiducia.
In realtà sembra che il generale Cadorna abbia ricevuto fino all'ultimo relazioni ottimistiche dai suoi subordinati e che gli alti comandi siano rimasti scettici sulla potenza e sulla pericolosità dell'offensiva nemica. Ancora il mattino del 23 ottobre al posto di comando del XXVII corpo, il generale Badoglio manifestò al comandante in capo, giunto al suo posto di comando, la sua completa fiducia nella capacità di respingere il nemico. Il mattino del 24 ottobre 1917 il generale Cadorna, che il giorno precedente aveva rassicurato il ministro della guerra, generale Gaetano Giardino, diramò un bollettino in cui affermava che "il nemico ci trova saldi e ben preparati".

## Il teatro delle operazioni
L'offensiva delle forze austro-ungariche e tedesche si svolse in un territorio montuoso aspro e inospitale solcato dal corso del fiume Isonzo, compreso tra il massiccio del Monte Rombon a nord e l'altopiano della Bainsizza, da poco occupato dalle truppe italiane, a sud. Il fiume Isonzo, dopo la sua origine nelle Alpi Giulie, scorre inizialmente verso ovest, costeggiato da cime alte fino a 2.000 metri e quindi si apre in una prima valle, limitata da una catena montuosa settentrionale, compresa tra il Monte Rombon a est, 2.208 metri, e il Monte Canin a ovest (2.585), e una catena meridionale caratterizzata dalle cime un poco meno elevate dello Javorcek, dello Jama Planina e del Polovnik. Nella valle passava la strada che conduceva al passo del Predil a est e vi si trovavano due cittadine, Plezzo a nord del fiume, e Čezsoča a sud. La valle si restringe verso ovest dove si trova la cosiddetta "stretta di Saga", a questo livello l'Isonzo modifica il suo corso e inizia a scorrere verso sud-est costeggiando il Polovnik.
Il fiume percorre un tratto compreso tra la dorsale del Polovnik a est e quella del Monte Stol a ovest quindi raggiunge una seconda vallata dove si trova la cittadina di Caporetto; questa seconda valle è limitata ad est dell'impressionante massiccio del Monte Nero, mentre a ovest si trovano il Monte Stol, a settentrione, e il Monte Matajur, a meridione; tra questi due monti era stata aperta una strada carreggiabile che da Caporetto arrivava a Cividale del Friuli, mettendo quindi in collegamento il bacino dell'Isonzo con quello del fiume Natisone. L'isonzo scorre ancora verso sud-est fino ad arrivare alla conca di Tolmino, bordeggiato da un'altra serie di monti: a sud-ovest, dopo il Monte Matajur, si eleva la lunga catena del Kolovrat dove si trovano le quote del Monte Kuk, del Monte Piatto e del Monte Podklabuc, a nord-est dopo il Monte Nero, si trovano le montagne che giungono fino a Tolmino: il Monte Rosso, lo Sleme, il Mzli, il Vodil; a sud dell'Isonzo e a est del Podklabuc, la conca di Tolmino si restringe notevolmente e qui si trova la cosiddetta "stretta di Foni", compresa tra il fiume a nord e le dorsali di Costa Rauza e Costa Duole che a sud si connettono con il sistema del Kolovrat.
Il percorso dell'Isonzo cambia nuovamente all'altezza della conca di Tolmino; il fiume scorre ora verso sud-ovest e dalla sua riva destra partono una serie di costoni da est a ovest che si connettono con il massiccio montuoso che si estende invece da nord a sud e comprende il Monte Jeza, lo Jeseniak, il Varda Vhr, il Krad Vhr e il Cukli Vhr. A ovest di questa catena montuosa si trovano altri due costoni dominati dal Globocak e dal Monte Kum che separano la valle del Doblar e la valle dello Iudrio, due affluenti dell'Isonzo. La riva sinistra dell'Isonzo è meno irregolare e montuosa e sono presenti solo le alture di Santa Lucia e Santa Maria, la conca di Tolmino è chiusa a sud dall'altopiano dei Lom e soprattutto dall'altopiano della Bainsizza. L'Isonzo continua a scorrere verso sud a ovest della Bainsizza fino a raggiungere Gorizia e lo sbocco in pianura.
Le vie di comunicazione tra il bacino dell'alto Isonzo e la pianura friulana erano molto limitate; a nord una strada da Saga conduceva in Val Resia a Moggio Udinese attraverso il valico di Uccea, da Uccea percorrendo la valle del Mea per Tanamea e da Musi la valle del Torre  si arrivava Tarcento; si trattava di comunicazioni di scadente qualità incassate in un territorio impervio. Migliore era invece la strada maestra che da Caporetto e Stupizza conduceva lungo la valle del Natisone fino a Cividale; esisteva anche una parallela che passava ad ovest del Monte Matajur attraverso la sella di Luico. Erano queste le uniche vie di rifornimento disponibili per le truppe italiane in combattimento tra il Monte Rombon e la conca di Tolmino.

## Schieramento degli eserciti

### Le forze italiane
Nell'ottobre 1917 l'ala sinistra della 2ª Armata italiana comandata dal generale Capello era schierata lungo l'alta valle dell'Isonzo ma non occupava tutto il terreno; in particolare la conca di Plezzo era in parte ancora in possesso degli austriaci, mentre nella conca di Tolmino le forze austro-tedesche disponevano di una vasta testa di ponte a ovest del fiume. Tra Plezzo e Tolmino invece gli italiani avevano raggiunto e ampiamente superato l'Isonzo anche se le creste dominanti a sud del Monte Nero erano ancora in mano del nemico che difendeva anche i Lom. Dopo l'undicesima battaglia dell'Isonzo la 2ª Armata occupava gran parte dell'altopiano della Bainsizza.
La difesa della parte settentrionale delle linee italiane era affidata al IV corpo d'armata del generale Alberto Cavaciocchi che disponeva di tre divisioni in prima linea: da nord e sud la 50ª, la 43ª e la 46ª Divisione fanteria; in riserva c'era la 34ª Divisione fanteria; questi reparti erano schierati a nord dell'Isonzo, nel settore compreso tra il Monte Rombon a nord e il villaggio di Gabrje sulla riva sinistra del fiume. Il comandante della 50ª Divisione, generale Giovanni Arrighi aveva assegnato il settore del Monte Rombon e del Monte Cuklja ai tre battaglioni alpini del tenente colonnello Cantoni, mentre la conca di Plezzo era difesa dalla brigata Friuli con due reggimenti; in seconda linea la 50ª Divisione schierava altri quattro battaglioni alpini e un reggimento della brigata Foggia che sbarrava la stretta di Saga.

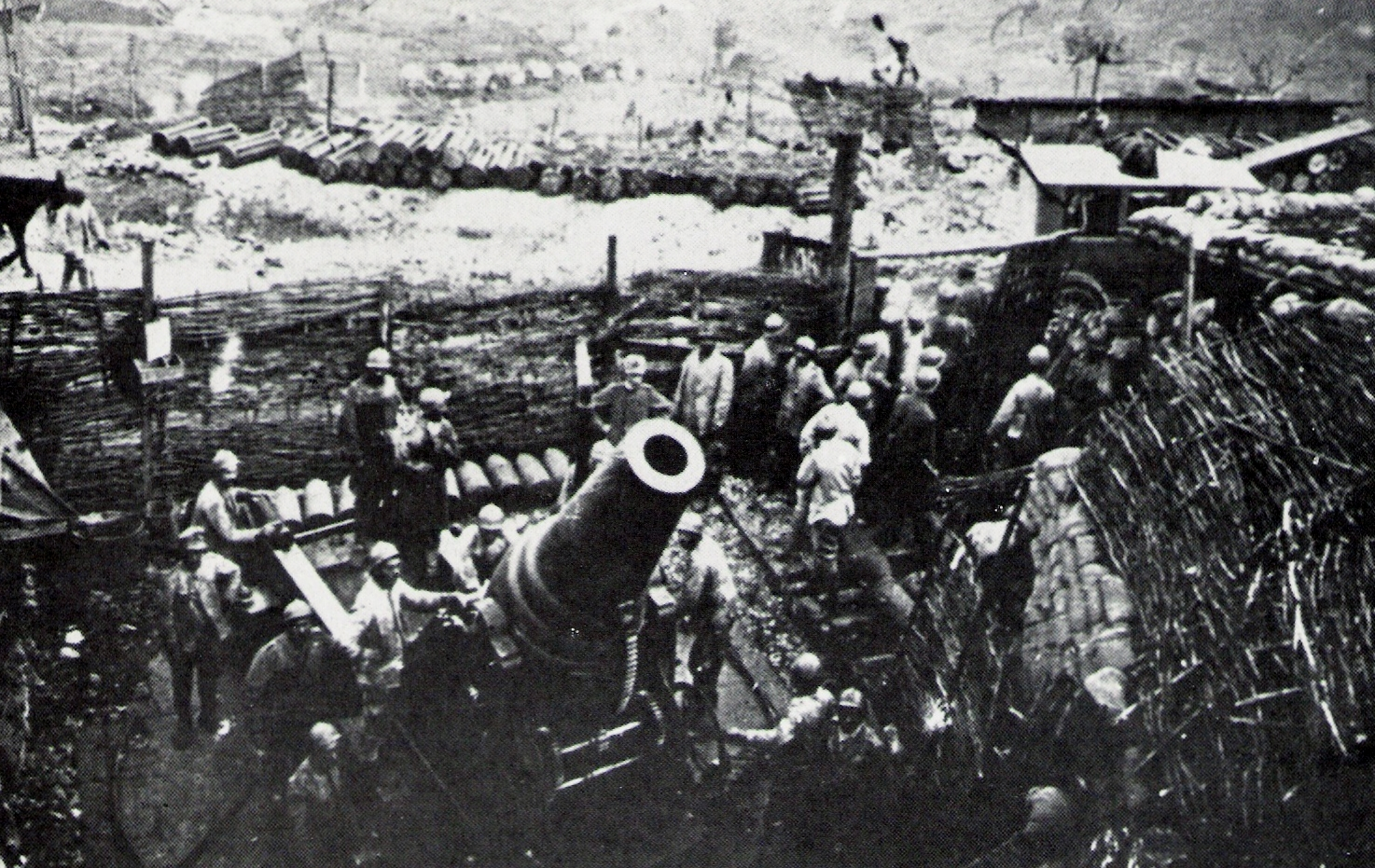
Un obice pesante da 280 mm dell'artiglieria italiana.

Il cosiddetto "saliente del Monte Nero" era invece difeso dalla 43ª Divisione del generale Angelo Farisoglio con quindici battaglioni, e dalla 46ª Divisione del generale Giulio Amadei che disponeva di diciotto battaglioni combattenti; queste truppe erano schierate nel settore dall'inizio dell'anno e disponevano di posizioni fortificate solide. Il generale Farisoglio difendeva le linee tra la sella di Za Kraju e il Monte Rosso con la brigata Genova, un reggimento della brigata Etna era posizionato sul Monte Nero, i tre battaglioni alpini del V gruppo del colonnello Magliano tra il Monte Pleka, il Monte Krasij e Drezenca; era imminente l'arrivo del 9º reggimento bersaglieri del colonnello Radaelli di rinforzo. Dal Monte Rosso alla riva dell'Isonzo a Gabrje si trovavano invece le truppe della 46ª Divisione del generale Amadei.
Questa divisione difendeva il Monte Rosso e le linee fino allo Sleme con due reggimenti della brigata Etna, mentre a sud dello Sleme fino allo Mzli era schierata la brigata Caltanissetta con altri due reggimenti che, fortemente provati dalle perdite subite nel mesi agosto, erano già in precarie condizioni. Il generale Amadei infine aveva assegnato alla brigata Alessandria la difesa del settore meno fortificato e più pericoloso dallo Mzli fino alla riva sinistra dell'Isonzo. Queste forze erano in parte sparpagliate nelle retrovie: la brigata Alessandria schierava dal Vodil alla riva del fiume solo un battaglione, mentre altri battaglioni erano posizionati a Smasti, sede del comando di divisione, a Kamno e a Selišče. Infine il IV corpo d'armata disponeva in riserva della 34ª Divisione del generale Luigi Basso che tuttavia, privata di molte delle sue forze, era ridotta a soli due reggimenti della brigata Foggia che il 24 ottobre, ancora molto deboli per le perdite subite sulla Bainsizza, erano stazionati nelle retrovie nell'area di Caporetto. Il generale Cavaciocchi aveva ricevuto assicurazioni dal comando della 2ª Armata che importanti rinforzi erano stati assegnati al suo corpo d'armata, ma al momento dell'offensiva austro-tedesca, queste forze, la brigata Potenza e la brigata Massa Carrara, erano ancora lontane tra Cividale e Faedis.
A sud dell'Isonzo iniziava il settore delle linee italiane assegnato al XXVII corpo d'armata del generale Pietro Badoglio che, dovendo difendere un ampio settore compreso tra la riva meridionale del fiume e la parte settentrionale dell'altopiano della Bainsizza, aveva schierato la 19ª Divisione a nord, sulla riva destra dell'ansa dell'Isonzo, e altre tre divisioni, la 22ª, 64ª e 65ª, a sud, sulla riva sinistra del fiume, sulla Bainsizza. La 19ª Divisione del generale Giovanni Villani sbarrava da sola l'ampio settore a nord con i suoi ventuno battaglioni, tra cui quattro battaglioni alpini; da nord a sud si succedevano la brigata Taro nella zona di Volzana, la brigata Spezia fino al Monte Jeza e al costone Cemponi, il X gruppo alpini del colonnello Salvioni, dal Varda Vhr, al Krad Vhr, fino alla confluenza del Doblar nell'Isonzo. In seconda linea il generale Villani aveva schierato la brigata Napoli nel settore Clabuzzaro-Kolovrat-Foni ma senza coprire adeguatamente il fondo valle dell'Isonzo; infine la brigata Puglie, dipendente direttamente dal comando del XXVII corpo d'armata, era posizionata vicino alla linea del Globacak.
Nella parte settentrionale dell'altipiano della Bainsizza, sulla sinistra dell'Isonzo, erano invece schierate le altre tre deboli divisioni del XXVII corpo d'armata; a nord la 65ª Divisione del generale Guido Coffaro disponeva della brigata Roma e di parte della brigata Belluno; da Mesnjak fino a Hoje la 22ª Divisione del generale Giovanni Battista Chiossi impiegava la sola brigata Pescara, mentre a sud, collegato con il XXIV corpo d'armata del generale Enrico Caviglia, c'era il comando della 64ª Divisione del generale Vittorio Fiorone con un reggimento della brigata Belluno e un battaglione della brigata Taro. Nonostante le ripetute esortazioni del generale Cadorna, la potente artiglieria del XXVII corpo d'armata era ancora schierata in gran parte sul massiccio del Kolovrat e sul Globocak, in posizione pericolosamente avanzata, esposta ad una eventuale penetrazione nemica; dalle ore 12.00 del 22 ottobre inoltre il generale Badoglio aveva trasferito il suo posto di comando nel villaggio di Kosi, a tre chilometri dal precedente quartier generale dell'Ostry Kras dove era rimasto invece il comando dell'artiglieria.
Il 17 ottobre era stato messo a disposizione della 2ª Armata del generale Capello anche il VII corpo d'armata con il compito di costituire una massa di riserva nelle retrovie dell'ala sinistra dell'armata e intervenire eventualmente alla giunzione tra il IV e il XXVII corpo d'armata; tuttavia il VII corpo, comandato dal generale Luigi Bongiovanni era costituito da sole due divisioni ancora in corso di completamento e schieramento. La 62ª Divisione del generale Giuseppe Viora nella notte del 24 ottobre aveva la brigata Salerno distesa tra Savogna e Luico in marcia per raggiungere le posizioni assegnate sul Monte Matajur, mentre una brigata di bersaglieri era in avvicinamento a Luico. La 3ª Divisione del generale Ettore Negri di Lamporo era più solida essendo costituita da tre brigate, ma le truppe erano ancora in trasferimento verso le posizioni assegnate: la brigata Arno era a Drenchia con solo deboli avanguardie sul Monte Kuk e sul Kolovrat, la brigata Elba si trovava a Lombai e aveva dislocato piccoli nuclei a Monte Kum, mentre la brigata Firenze costituiva la riserva del VII corpo e stava raggruppando le sue forze tra Clodig e Peternel.
Il pomeriggio del 23 ottobre il generale Cadorna espresse un certo ottimismo durante un ultimo colloquio con il generale Bongiovanni: "...le truppe facendo il loro dovere, la minaccia austro-tedesca non poteva avere alcuna probabilità di successo". Da queste parole sembra emergere in realtà qualche incertezza del comandante in capo legata alla effettiva capacità delle truppe di sostenere una battaglia difensiva. Alla vigilia dell'offensiva austro-tedesca i soldati italiani mostravano i segni delle continue e logoranti battaglie combattute con modesti risultati e pesanti perdite sul fronte dell'Isonzo. Tra i reparti erano evidenti la stanchezza fisica e psichica e un certo scadimento del morale legato al prolungamento della guerra, al numero elevatissimo di morti e feriti, all'eccessiva durezza della disciplina e alla sensazione di isolamento rispetto alla nazione. L'esercito italiano era una struttura molto rigida, con modesta capacità di iniziativa e di reazione, con alcuni reparti logorati dal continuo impegno in azione, sensibile al panico e alle voci, impreparato a sostenere un combattimento contro un nemico che avrebbe adottato tattiche nuove e inattese.

### Preparativi delle forze tedesche e austro-ungariche
Gli alti comandi tedesco e austro-ungarico procedettero ad una completa riorganizzazione dello schieramento sul fronte italiano costituendo un gruppo d'armate del Trentino affidato al feldmaresciallo Conrad ed un Fronte Sud-Occidentale guidato dall'arciduca Eugenio da cui sarebbero dipese le due armate dell'Isonzo del generale Borojevic, la 10ª Armata del generale Alexander von Krobatin e soprattutto la nuova 14ª armata germanica che venne organizzata appositamente per costituire la massa d'urto principale dell'offensiva contro il fronte giulio. Affidata al comando del generale tedesco Otto von Below, ufficiale esperto, protagonista di molte vittorie in precedenza sul fronte orientale, la 14ª Armata venne attivata il 15 settembre 1917 e il suo quartier generale venne subito trasferito nella zona d'operazioni per coordinare i preparativi dell'offensiva. Il generale von Below, dopo un colloquio l'11 settembre con il generale Ludendorff e il feldmaresciallo von Hindenburg, si recò a Vienna e quindi visitò a Postumia il posto di comando del generale Borojevic prima di raggiungere con i suoi ufficiali il bacino della Sava.

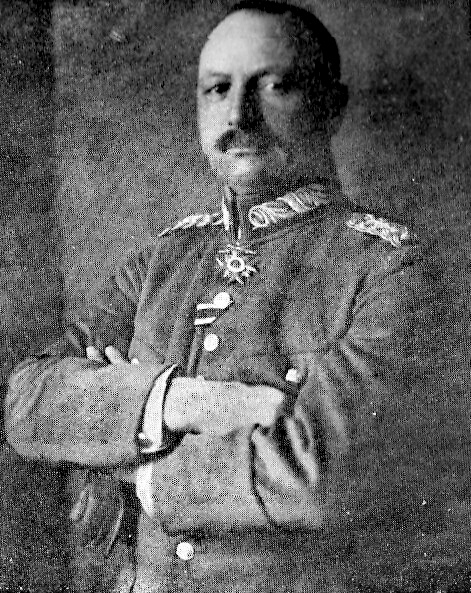
Il generale Konrad Krafft von Dellmensingen, capo di stato maggiore della 14ª Armata.

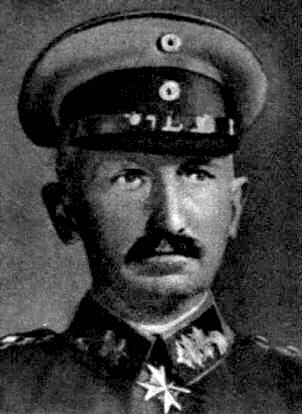
Il generale Otto von Below, comandante in capo della 14ª Armata germanica.

Lo stato maggiore della 14ª Armata, inizialmente stabilito a Kranj, venne costituito con personale particolarmente qualificato ed esperto di guerra in montagna; il capo di stato maggiore del generale Otto von Below fu proprio il generale Konrad Krafft von Dellmensingen; il generale Richard von Berendt ebbe il comando dell'artiglieria, il tenente colonnello Jochim e il maggiore von Willisen dirigevano i settori operativi e logistici del comando d'armata. L'alto comando tedesco assegnò alla 14ª Armata i quartier generali del III corpo d'armata bavarese e del LI corpo d'armata. Mentre venne disposto l'invio di notevoli quantità di artiglieria tedesca pesante e da campagna, di reparti di lanciamine e di truppe speciali, alla fine solo sei divisioni tedesche furono effettivamente trasferite alla 14ª Armata per l'offensiva. Queste divisioni erano costituite da truppe scelte, in parte già addestrate alla guerra di montagna; una settima divisione tedesca venne in seguito organizzata raggruppando alcuni battaglioni di cacciatori. Il generale von Below avrebbe anche avuto a disposizione alcune delle migliori divisioni austro-ungariche che, al comando del generale Alfred Krauß, sarebbero state impegnate a Plezzo per proteggere il fianco destro dell'attacco principale a Tolmino.
Il 15 settembre si svolse a Maribor, posto di comando del Fronte Sud-Occidentale, una prima riunione tra il generale Theodor Konopicky, capo di stato maggiore dell'arciduca Eugenio, ed il generale Krafft von Dellmensingen. In questa occasione il generale tedesco criticò fortemente il piano d'operazioni proposto dall'ufficiale austriaco che prevedeva solo una modesta offensiva per il "miglioramento delle posizioni". Il generale Krafft von Dellmensingen propose invece un progetto molto più ambizioso che mirasse come obiettivo minimo al raggiungimento della linea del fiume Tagliamento. Dopo alcune discussioni, l'arciduca Eugenio condivise i piani del generale tedesco e venne deciso di ampliare il settore d'attacco coinvolgendo altre forze austro-ungariche a nord e a sud della 14ª Armata tedesca; l'ordine di operazioni prevedeva di "buttare gli italiani...se possibile, fin oltre il Tagliamento". Nonostante l'accordo, ancora il 27 settembre il generale Borojevic manifestò sarcasticamente il suo scetticismo sulla riuscita dell'offensiva durante un nuovo incontro con il generale von Below.
Nel frattempo erano in corso i complessi movimenti delle truppe e dei materiali assegnati alla 14ª Armata; le divisioni tedesche, provenienti dagli altri fronti di guerra, vennero raggruppate in un primo momento in Carinzia e Carniola, lungo la valle della Sava Dolinka. Per effettuare i trasferimenti delle truppe fu necessario un grande sforzo logistico che richiese l'impiego in un mese di circa 2.500 treni. Per ingannare i servizi di informazioni italiani, l'Alpenkorps venne inizialmente inviato in Trentino e solo ai primi di ottobre si trasferì a Bled; a nord di Lubiana si schierarono altre tre divisioni tedesche, mentre il comando del III corpo d'armata bavarese arrivò a Škofja Loka e il LI corpo si stabilì a Kamnik. Le divisioni austro-ungariche di rinforzo furono trasferite a sud-ovest di Lubiana; a Villach e nella valle della Drava si trovavano due divisioni scelte austriache, infine altre due divisioni tedesche arrivarono a Klagenfurt. Per mantenere nell'incertezza gli italiani le truppe destinate all'offensiva vennero trattenute in queste posizioni arretrate e effettuarono solo negli ultimi giorni la marcia verso le posizioni di attacco; inoltre l'afflusso di uomini e mezzi avvenne lentamente con movimenti in gran parte di notte.

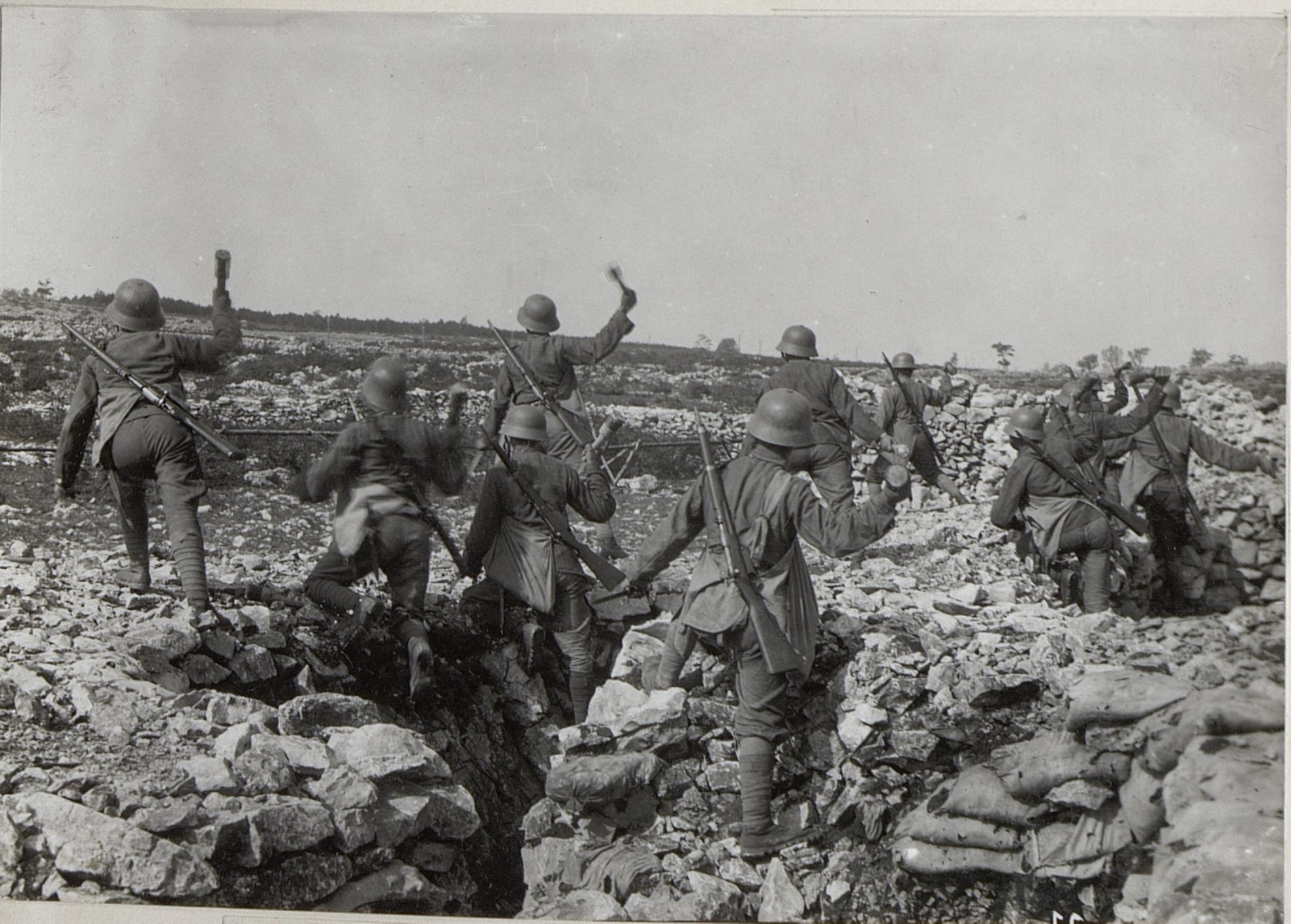
Truppe d'assalto austriache in addestramento sul fronte dell'Isonzo nel settembre 1917.

Con l'arrivo in rinforzo alle limitate unità aeree austriache di numerosi reparti di caccia tedeschi fu possibile riprendere il controllo dei cieli e proteggere la marcia delle truppe; l'aviazione da ricognizione germanica poté inoltre effettuare accurati rilevamenti fotografici che permisero di ottenere precise informazioni topografiche del terreno.
Molto difficile fu l'organizzazione del traffico sulle limitate vie di comunicazione disponibili e il miglioramento delle strade di accesso alla testa di ponte di Tolmino. Le vie di accesso più importanti che passavano per il valico di Piedicolle verso Tolmino e il passo del Predil in direzione di Plezzo, vennero potenziate e mantenute in efficienza. Importante fu anche il posizionamento delle batterie di artiglieria che venne mantenuto segreto e completato solo nell'imminenza dell'offensiva. Sorsero notevoli difficoltà per il trasporto e l'equipaggiamento delle truppe; c'erano carenze nella disponibilità di animali da soma e di conducenti e si dovettero anche impiegare mezzi di fortuna; i soldati tedeschi dovettero essere riequipaggiati per la guerra in montagna nella stagione autunnale. Contemporaneamente al trasporto dei materiali, le divisioni vennero addestrate per i nuovi compiti: si effettuarono esercitazioni di combattimento, marce in montagna, assalti di pattuglie a quote elevate. L'artiglieria venne fortemente potenziata: sul fronte giulio furono schierati 3.300 cannoni e 650 bombarde, mentre solo la 14ª armata germanica disponeva di 1.600 pezzi di artiglieria, tra cui 300 bombarde.

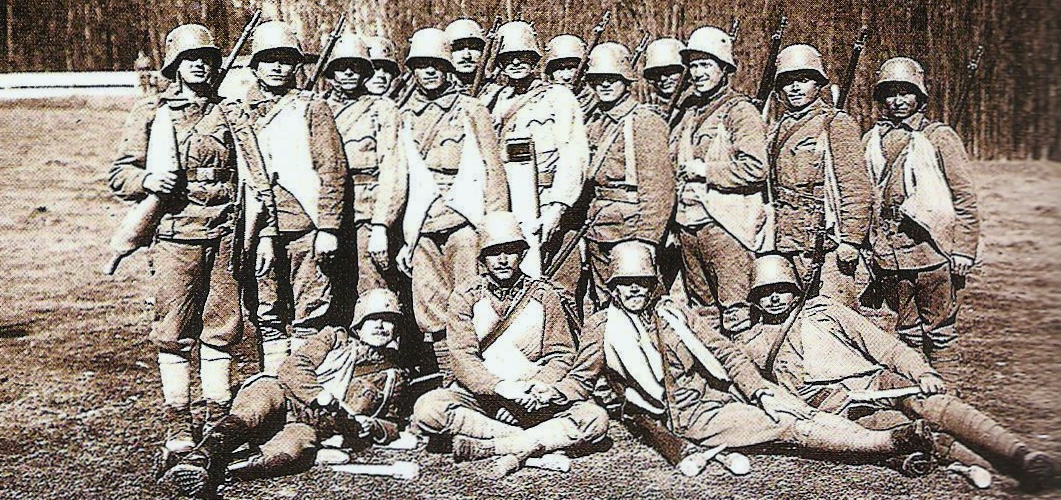
Un reparto di truppe d'assalto tedesche (Stoßtruppen); le rapide infiltrazioni effettuate da queste formazioni ebbero un ruolo determinante nella battaglia di Caporetto.

Dal punto di vista tattico i tedeschi decisero di impiegare cannoni prevalentemente di medio e piccolo calibro, più facilmente utilizzabili sul terreno montuoso, per effettuare solo un breve e violento fuoco di distruzione che, senza prolungarsi per molte ore, sarebbe stato seguito subito dall'assalto della fanteria. Il generale von Behrendt, distintosi al comando di reparti di artiglieria su altri fronti di guerra, diresse con abilità la dislocazione e l'organizzazione tattica delle batterie. Si previde inoltre di sferrare anche un bombardamento preliminare con granate a gas che sarebbe continuato per quattro ore per saturare la zona e costringere gli artiglieri nemici ad abbandonare i loro cannoni, a cui sarebbe seguito il tiro di distruzione per circa un'ora. Dopo il bombardamento, la fanteria tedesca e austro-ungarica, ammassata in posizione molto ravvicinata alle trincee nemiche, avrebbe dovuto subito passare all'attacco; sarebbero state adottate le nuove tattiche tedesche, già utilizzate con successo dai tedeschi sul fronte orientale e dagli austriaci nei contrattacchi di Flondar e del monte Ortigara, imperniate sull'impiego delle cosiddette Stoßtruppen, reparti d'assalto addestrati ad adottare le tattiche di mobilità, potenza di fuoco ravvicinato ed infiltrazione ritenute efficaci ad aprire varchi nelle linee nemiche, avanzando in profondità senza preoccuparsi della copertura sui fianchi e nelle retrovie.
La fanteria austro-tedesca d'assalto quindi fu in grado di raggiungere di sorpresa le prime linee italiane scosse dal bombardamento e di proseguire rapidamente segnalando con grandi cartelli numerati e con razzi luminosi le posizioni raggiunte alle unità di seconda schiera. Adottando le direttive tattiche specificate dal generale von Below nel documento n. 228 del 4 ottobre 1917, i reparti d'assalto tedeschi, guidati da ufficiali abili ed esperti, avanzarono suddivisi in gruppi tattici, sorpresero con la loro inattesa comparsa le posizioni e le batterie italiane, individuarono i punti deboli e attaccarono alle spalle i capisaldi, marciarono con grande rapidità in silenzio e senza sparare. Di grande importanza tattica si rivelò inoltre l'impiego massiccio da parte dei reparti d'assalto tedeschi delle nuove mitragliatrici leggere MG 08/15 che, distribuite abbondantemente ad ogni compagnia, fornirono una grande potenza di fuoco e permisero di effettuare con successo l'infiltrazione e l'aggiramento delle posizioni italiane, i cui difensori si trovarono sistematicamente sorpresi e schiacciati dal fuoco di queste nuove armi automatiche a disposizione dei gruppi d'assalto.
Le truppe tedesche e austro-ungariche mostrarono di sopportare stoicamente le difficoltà del clima e del terreno e, pur non prive di dubbi sulla riuscita dell'offensiva e sulla capacità di resistenza dell'esercito italiano, accolsero con fiducia le notizie di una prossima avanzata. Ai reparti vennero distribuite razioni per soli quattro giorni, si prevedeva che i soldati avrebbero potuto impadronirsi dei depositi di materiali del nemico sconfitto. Le divisioni impegnate erano in gran parte formate da soldati di lingua tedesca, reclutati in regioni di forti tradizioni militari, la Pomerania, la Slesia, la Svevia, la Sassonia, la Baviera, la Stiria, il Tirolo, la Carinzia; le truppe erano stanche della guerra ma decise a combattere soprattutto per appropriarsi, dopo la vittoria, di un ricco bottino materiale.

## Schieramento finale
Mentre continuava il difficile movimento di truppe e materiali verso la zona di operazioni, era in corso negli alti comandi tedesco e austro-ungarico la definizione degli ultimi dettagli tattici e degli scopi operativi dell'offensiva. Venne ribadito in un ordine dell'arciduca Eugenio che obiettivo della operazione Waffentreue sarebbe stato "scacciare gli italiani fuori dai confini dell'Impero e, se possibile, anche al di là del Tagliamento"; inoltre il generale von Below progettò di proseguire l'avanzata senza interruzione anche oltre quel fiume, sboccando in pianura e costringendo il nemico ad abbandonare anche la Carnia, il Cadore e parte del Trentino; non mancavano ufficiali che ipotizzavano avanzate ancor più in profondità in Italia settentrionale.

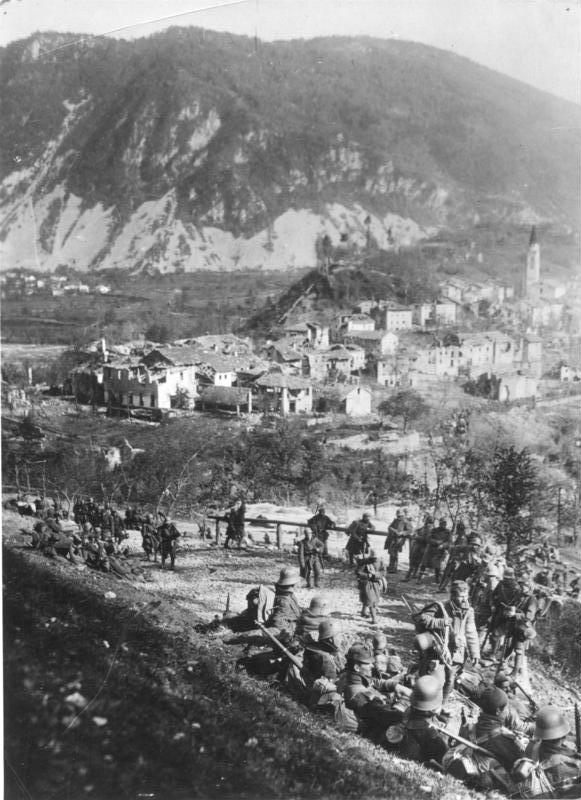
Soldati austro-tedeschi in attesa di iniziare l'offensiva nella frazione di Santa Lucia

Per raggiungere questi obiettivi la 14ª Armata del generale von Below avrebbe esteso il suo fronte d'attacco da Tolmino verso nord, trasferendo la sua linea di avanzata principale a nord-ovest di Cividale e proseguendo lungo le direttrici Gemona-Tarcento e Cornino-Pinzano. L'ala destra dell'armata sarebbe stata potenziata e, passando per la stretta di Saga, avrebbe collaborato con le truppe tedesche in marcia lungo l'Isonzo da Tolmino verso Caporetto e Robič. Questa parte della armata dipendeva dal I corpo d'armata austro-ungarico del generale Alfred Krauß che era costituito da tre esperte divisioni austriache: la 3ª Divisione Edelweiss, posizionata dal Monte Rombon alla strada del Plendil, la 22ª Divisione Schützen, schierata nel settore di Plezzo, la 55ª Divisione fanteria, dal Monte Javoršček al Monte Nero; in riserva era disponibile anche la divisione di cacciatori (Jäger) tedesca.
L'attacco principale sarebbe stato sferrato a partire dalla testa di ponte di Tolmino, dal Monte Nero a nord fino al Monte Jeza a sud, dal potente III corpo d'armata tedesco (bavarese) del generale Hermann von Stein che disponeva di quattro divisioni; a nord dell'Isonzo avrebbe attaccato la 50ª Divisione austro-ungarica, mentre la 12ª Divisione tedesca avrebbe fatto irruzione lungo la valle del fiume in direzione dei ponti di Caporetto. Più a sud nella testa di ponte sarebbe stato concentrato l'Alpenkorps bavarese rinforzato dal forte battaglione da montagna del Württemberg. Queste truppe speciali avrebbero avuto il compito di conquistare tutte le quote più importanti del massiccio del Kolovrat che dominavano la valle dell'Isonzo e bloccavano l'accesso alle valli del Natisone e dello Iudrio. Il III corpo disponeva in riserva in seconda linea a sette km ad est di Tolmino della 117ª Divisione tedesca.
Infine più a sud, tra il Monte Jeza e i Lom di Tolmino, erano schierati il LI corpo d'armata tedesco del generale Albert von Berrer e il XV corpo d'armata austro-ungarico del generale Karl Scotti con altre quattro divisioni a cui era stato assegnato il compito di attaccare e occupare le catene montuose comprese tra la Valle Doblar e la Valle dello Iudrio, marciare su Cividale e guadagnare spazio per l'avanzata sul fianco sinistro anche della 2ª Armata dell'Isonzo. Il LI corpo disponendo di poco spazio nella testa di ponte, dovette schierare in prima linea solo la 200ª Divisione tedesca, mentre la 26ª Divisione tedesca del Württemberg rimase inizialmente in seconda linea. Il generale Scotti invece posizionò in testa la 1ª Divisione austro-ungarica; la 5ª Divisione tedesca, che era in forte ritardo, rimase più indietro in valle Idria.
La 14ª Armata disponeva infine di una serie di formazioni di riserve assegnate dal comando del Fronte Sud-Occidentale dell'arciduca Eugenio che avrebbero potuto essere impegnate, sulla base degli sviluppi reali della situazione, in rinforzo del gruppo Krauss verso Bergogna o del gruppo Stein in direzione di Robič. A 35 km a est di Tolmino era schierata la 35ª Divisione austro-ungarica, sulla strada di Circhina era in arrivo la 13ª Divisione Schützen, mentre tra Idria e Circhina era in afflusso la 4ª Divisione austro-ungarica. La pianificazione originaria dell'Alto comando tedesco aveva previsto l'intervento di altre divisioni tedesche; in particolare era stata considerata la possibilità di trasferire sul fronte italiano anche la 195ª Divisione Jäger e la 28ª Divisione fanteria; tuttavia l'evoluzione della guerra sul Fronte occidentale costrinse il generale Ludendorff a modificare le decisioni iniziali.
L'andamento della cruenta e logorante battaglia nelle Fiandre che stava mettendo a dura prova le forze tedesche sottoposte alla costante pressione dell'esercito britannico, costrinse l'Alto comando tedesco a comunicare il 10 ottobre al quartier generale della 14ª Armata che queste ultime due divisioni non sarebbero più state disponibili; inoltre il generale Ludendorff avvertì, sempre il 10 ottobre, che molto presto sarebbero state ritirate le artiglierie pesanti assegnate al fronte italiano. Il 12 ottobre il Quartier generale supremo allertò la 14ª Armata che forse anche una parte delle divisioni tedesche sarebbero state richiamate. Il 18 e 19 ottobre l'Alto comando invece, rassicurato dal rallentamento degli attacchi nemici nelle Fiandre, decise di soprassedere da quest'ultima decisione e autorizzò anche a trattenere una parte dell'artiglieria campale; rimase però evidente l'impazienza del Quartier generale tedesco e il suo desiderio di concludere rapidamente la partecipazione germanica sul fronte italiano. Rassicurati, i generali von Below e Krafft von Dellmensingen poterono quindi proseguire con i preparativi; nonostante ritardi nell'arrivo delle artiglierie e delle munizioni soprattutto nella conca di Plezzo, venne stabilito che l'attacco avrebbe avuto inizio il 24 ottobre, mentre le divisioni avrebbero iniziato la marcia finale di avvicinamento tra il 14 e il 16 ottobre.
Negli ultimi giorni prima del 24 ottobre 1917 le divisioni raggiunsero i luoghi di concentramento e i soldati poterono finalmente riposare per alcune ore; il morale delle truppe era buono e i soldati erano fiduciosi di poter raggiungere il successo contro un avversario ritenuto meno pericoloso dei russi e dei francesi. All'alba del 24 ottobre 1917 le forze austro-ungariche diedero quindi inizio alla operazione Waffentreu che in pochi giorni avrebbe provocato il crollo dell'intero fronte italiano e modificato completamente, dal punto di vista militare e politico, l'andamento della guerra per l'Italia.